# Liste der Naturdenkmale in Seelbach (Westerwald)
Die Liste der Naturdenkmale in Seelbach (Westerwald) nennt die im Gemeindegebiet von Seelbach (Westerwald) ausgewiesenen Naturdenkmale (Stand 15. Februar 2024).

## Naturdenkmale
| Nr.         | Bezeichnung                                   | Lage                          | Beschreibung              | Bild            |
| ----------- | --------------------------------------------- | ----------------------------- | ------------------------- | --------------- |
| ND-7132-413 | Zwei alte Eichen vor dem Bahnhof Flammersfeld | Bahnhofstraße, bei Nr. 3 Lage | Quercus robur, zwei Bäume | Fotos hochladen |